# 中環廣場 (成都)
成都中環廣場（英語：Plaza Central），位於成都錦江區CBD核心地段，雙塔外型踞於東大街。鄰近五星級國際酒店、多個高級購物商場及天府廣場。
中環廣場為2016年3月首批獲得成都政府頒發“成都市商務甲級寫字樓”稱號的樓宇。

## 寫字樓簡介
中環廣場為成都首座單一業權寫字樓，總層數為38層，其中6至38層為寫字樓。寫字樓面積超過50,000平方米, 現時整個物業管理服務，由國際物業管理公司仲量聯行負責。。

## 商業簡介
中環廣場於2005年投入使用，商業用佔六層，由-1層至5層，商場面積接近30,000平方米，香港著名的新世界百貨入駐多年，為區內主要購物商場。

## 交通
- 地鐵1號線（天府廣場站）、地鐵2號線（天府廣場站/春熙路站）、地鐵3號線（春熙路站）